# Maggie Rizer
Margaret „Maggie“ Mary Rizer (* 9. Januar 1978 in Watertown, New York) ist ein US-amerikanisches Model.

## Leben und Karriere
Sie wuchs mit drei Geschwistern in Watertown im Norden des US-Bundesstaates New York auf. 
Mit 17 begann sie als Model zu arbeiten, nachdem ihre Mutter Bilder zu einer New Yorker Modelagentur geschickt hatte. 1997 hatte sie ihren internationalen Durchbruch als Steven Meisel sie entdeckte und für den italienischen VOGUE fotografierte.
Nach Steven Meisel’s Entdeckung galt Rizer lange Zeit als eines der wenigen Supermodels. Einige Magazine, für die Rizer arbeitete, sind Vogue, Harper’s Bazaar, Elle, Marie Claire und Cosmopolitan.
Sie hatte Anzeigenkampagnen für Marken wie Prada, Calvin Klein, Oscar de la Renta, Max Mara, Chanel, Fendi, Tommy Hilfiger und Versace. 
Als sie 2003 erfuhr, dass ihr Stiefvater, ein Versicherungskaufmann, der für ihre finanzielle Planung verantwortlich war, fast ihr gesamtes Vermögen beim Glücksspiel verloren hatte und außerdem keine Steuern auf ihr Einkommen bezahlt hatte, zog sie sich für mehrere Jahre aus der Öffentlichkeit zurück. Im Jahr 2008 stand sie wieder als Model und Jurymitglied einer Stylingshow vor der Kamera.
Rizer war vierzehn als ihr öffentlich homosexueller Vater an den Folgen von AIDS starb. Seitdem bemüht sie sich um die allgemeine Aufklärung über HIV.
Sie ist verheiratet und Mutter zweier Söhne.